# محوطه و گورستان رجه سر
محوطه و گورستان رجه سر مربوط به دوران‌های تاریخی پس از اسلام است و در شهرستان رودسر، بخش رحیم آباد، روستای بلترک واقع شده و این اثر در تاریخ ۲۷ بهمن ۱۳۸۲ با شمارهٔ ثبت ۱۰۹۷۰ به‌عنوان یکی از آثار ملی ایران به ثبت رسیده‌است.